# Marcus Aurelius-kolonnen

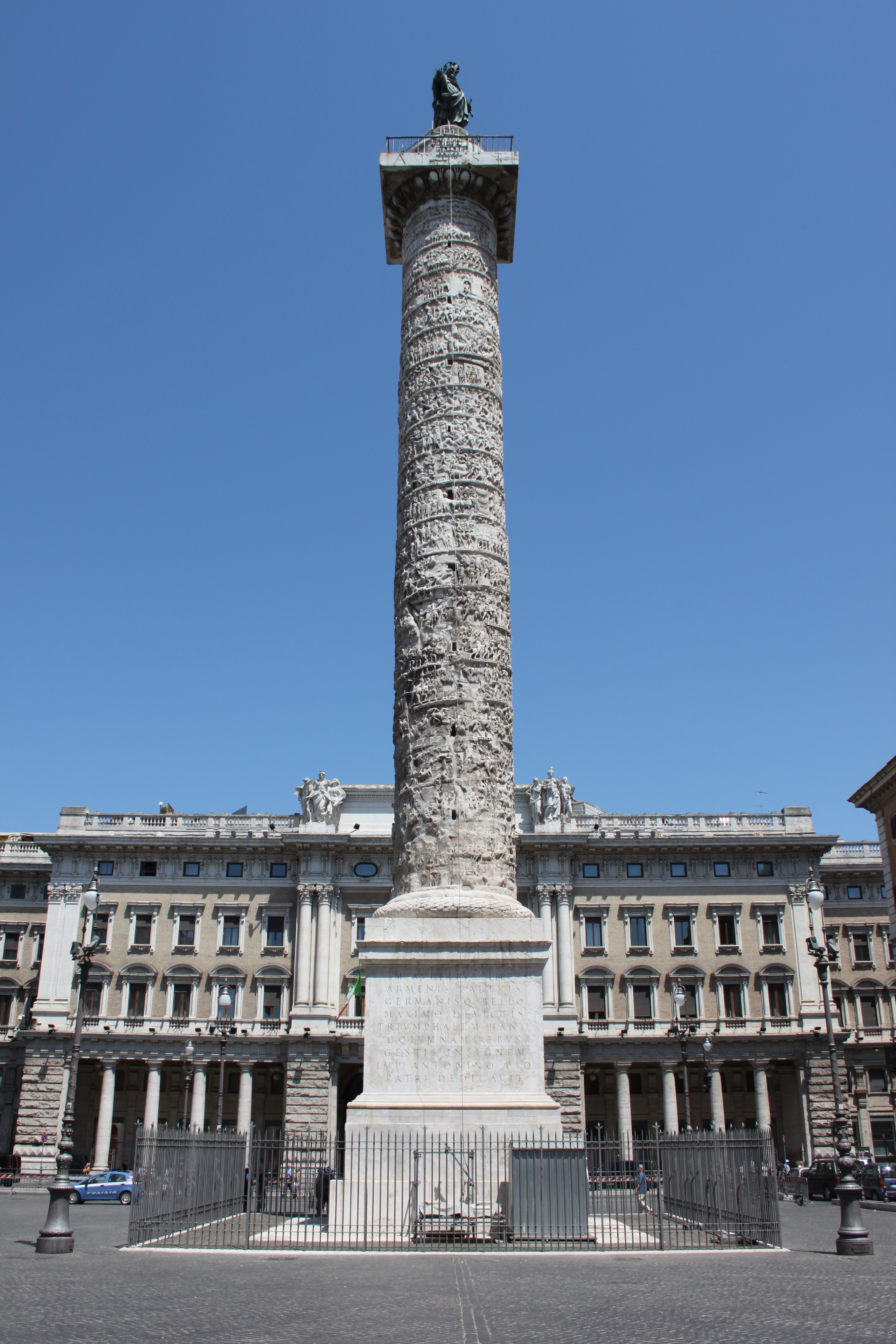
Marcus Aurelius-kolonnen i Rom.

Marcus Aurelius-kolonnen är en kolonn belägen på Piazza Colonna i Rom. Monumentet är en imitation av Trajanuskolonnen.
Kolonnen, som är 39 meter hög, var ursprungligen en del av ett gravmonument rest 180 e.Kr. över den romerske kejsaren Marcus Aurelius. Den smyckas av en relief som löper i spiral runt kolonnskaftet och skildrar hans strider mot folken norr om Donau, som då hotade det romerska imperiet.
På grund av markhöjningen har en del av basen hamnat under jorden, och en ny bas gjordes 1587, samtidigt som påven Sixtus V lät placera en staty av aposteln Paulus på toppen, blickande i riktning mot Peterskyrkan. Platsen pryddes med en av Giacomo della Portas fontäner (1575).

## Galleri

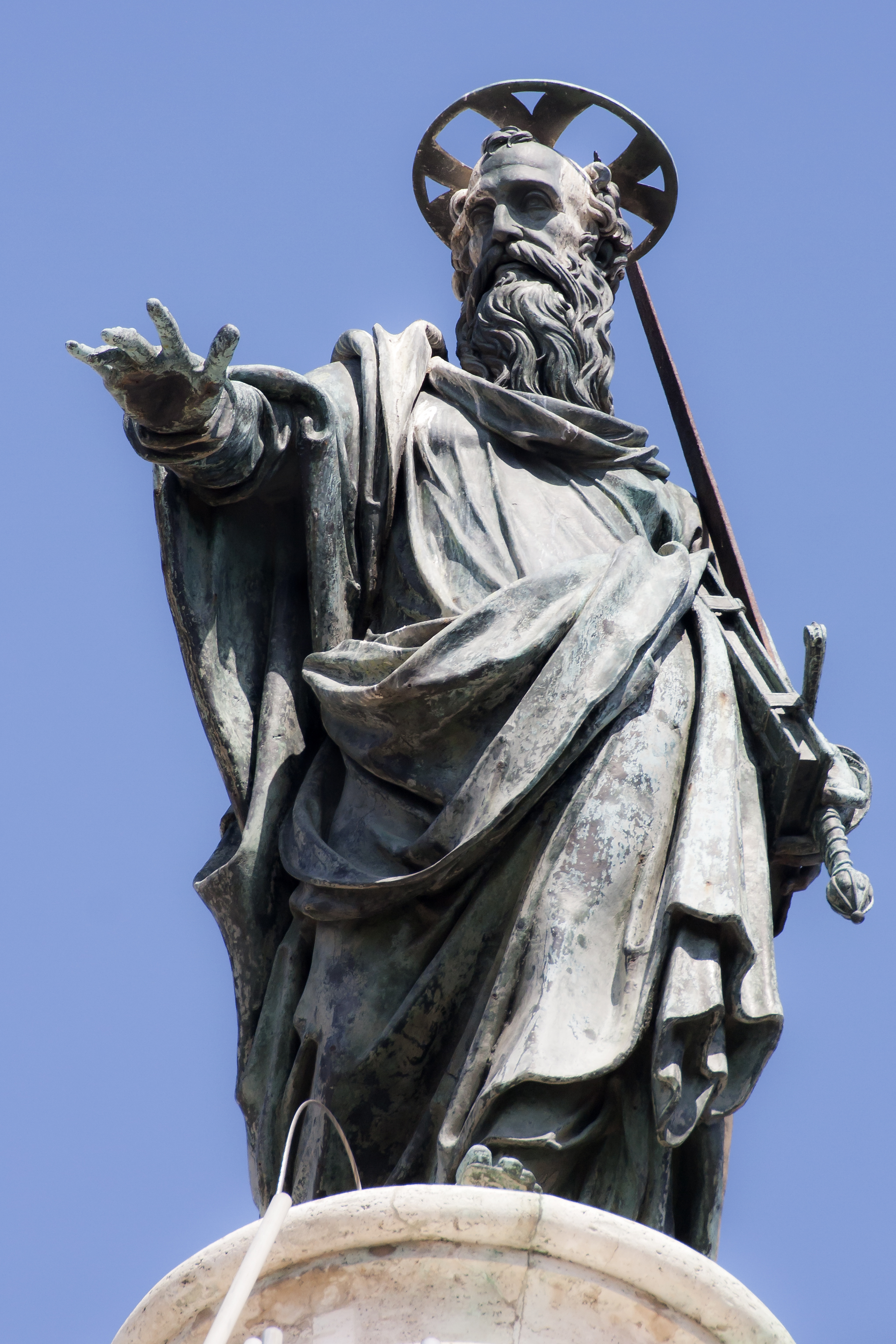
Statyn föreställande Paulus på toppen av kolonnen.
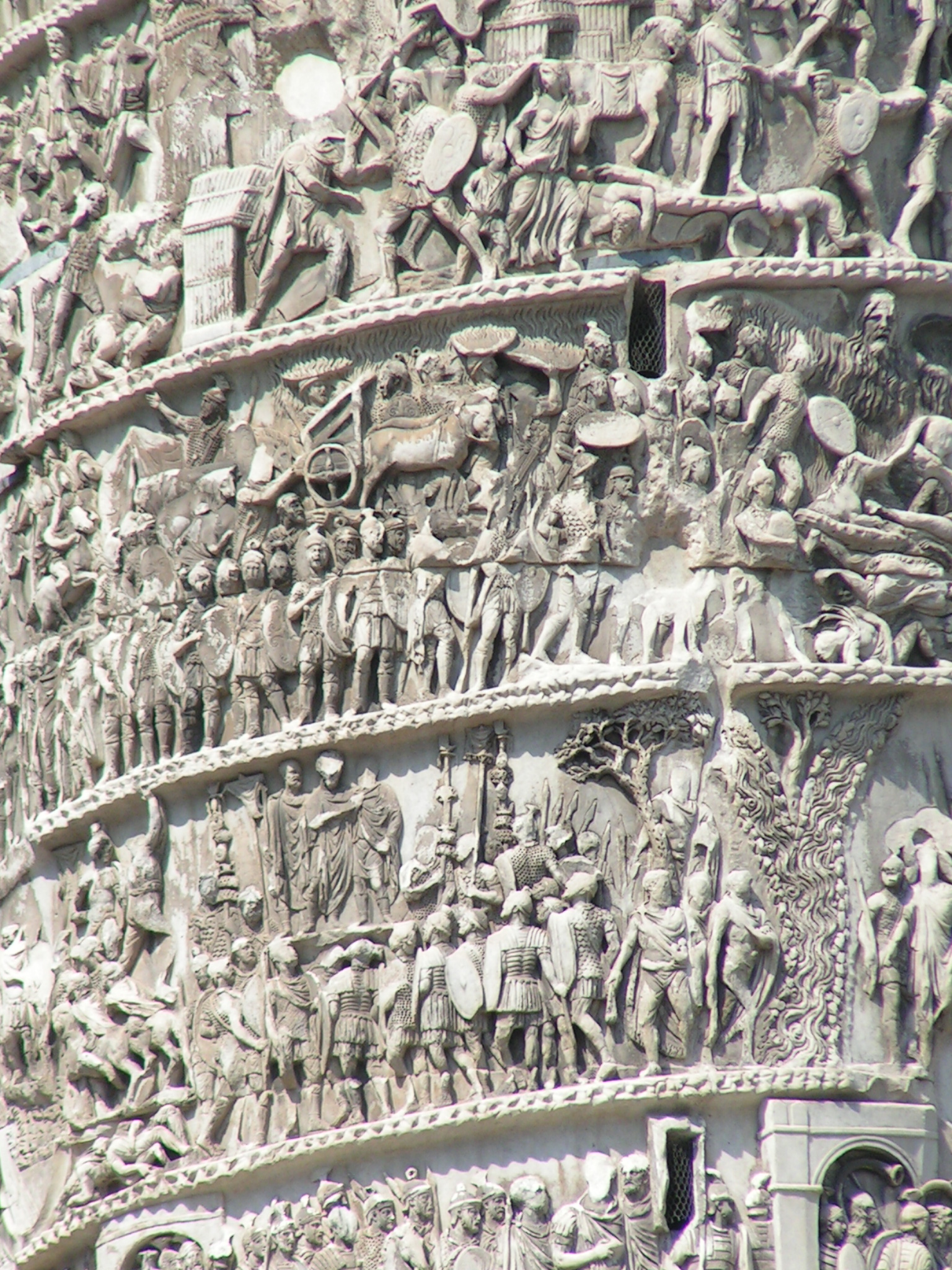
Närbild av kolonnen.
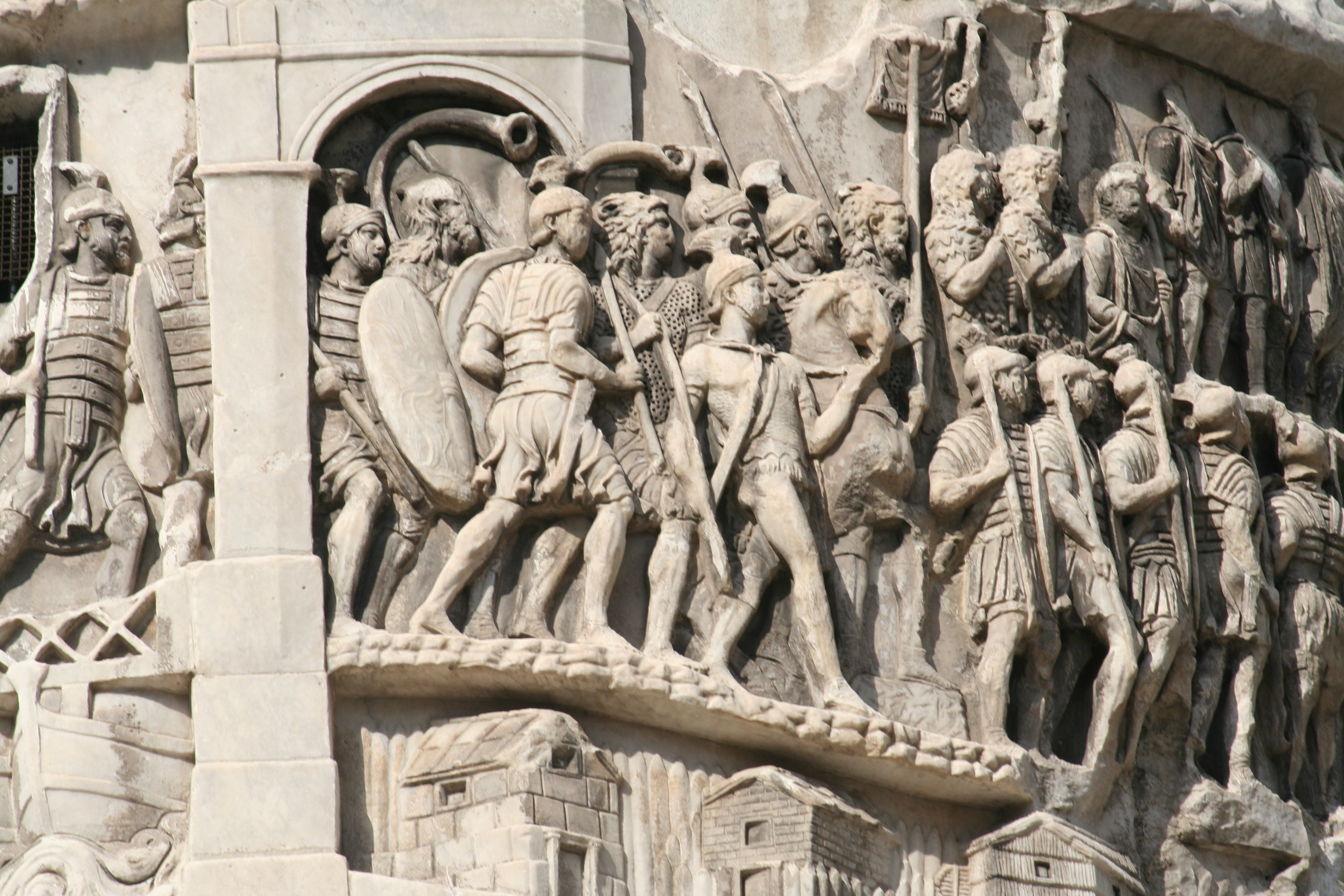
Detalj av reliefen.